# МФК Земплин
МФК „Земплин Михаловце“ (на словашки: MFK Zemplín Michalovce) е словашки футболен отбор от град Михаловце. От 2015/16 играе във „Фортуна лига“, най-горната дивизия на словашкото футболно първенство.

## Успехи
Чехословакия
1.SNL (1st Slovak National football league) (1969 – 1993)
- Шампион (1): 1974/75

 Словакия
Фортуна лига (Висша дивизия)
- 5-о място (1): 2018/19

DOXXbet liga Втора дизивия (1993 –) (2 ниво)
- Шампион (1): 2014/15 (промоция)
- Финалист (1): 2013/14

Купа на Словакия
- Полуфинал (1): 2016/17

## Известни играчи
- Амаду Кулибали
- Андрей Керич
- Мартин Рашка
- Акакий Хубутия
- Андрей Хесек
- Павол Диня